# Lily Donaldson
Lily Donaldson (Londen, 27 januari 1987) is een Brits model.

## Biografie
Lily Donaldson is de dochter van fotograaf Matthew Donaldson. Hij en haar moeder Tiffany zijn intussen gescheiden. In 2003 werd ze ontdekt door iemand van het Britse modellenbureau Select Model Management terwijl ze in Londen aan het winkelen was.
Donaldson werd een van de bekendste Britse modellen en werkte voor beroemde modehuizen waaronder Burberry, Dior, Dolce & Gabbana en Jill Sander. In 2005 werd ze genomineerd als model van het jaar bij de British Fashion Awards. Die titel ging uiteindelijk naar Karen Elson.